# 라돔군

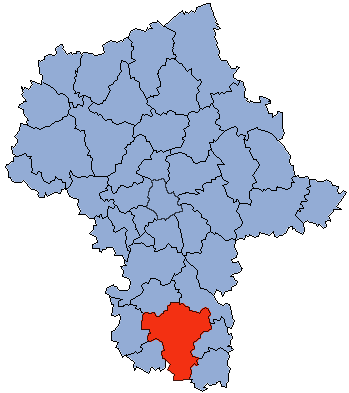
마조프셰주 지도에 표시된 라돔군의 위치

라돔군(폴란드어: powiat radomski)은 폴란드 마조프셰주에 위치한 군으로 면적은 1,529.75km2, 인구는 152,190명(2019년 기준), 인구 밀도는 99명/km2이다. 군청 소재지는 라돔이지만 라돔군에 속하지 않고 별도의 도시군으로 존재한다.
북쪽으로는 비아워브제기군, 북동쪽으로는 코지에니체군, 동쪽으로는 즈볼렌군, 남동쪽으로는 립스코군, 남쪽으로는 스타라호비체군, 남서쪽으로는 시드워비에츠군, 서쪽으로는 프시수하군과 접한다. 13개 지방 자치체(1개 도시, 2개 도시형 농촌, 10개 농촌)를 관할한다.

군기
군 문장